# Venturia pyrina
Venturia pyrina är en svampart som beskrevs av Aderh. 1896. Venturia pyrina ingår i släktet Venturia och familjen Venturiaceae.  Arten är reproducerande i Sverige. Inga underarter finns listade i Catalogue of Life.

## Bildgalleri

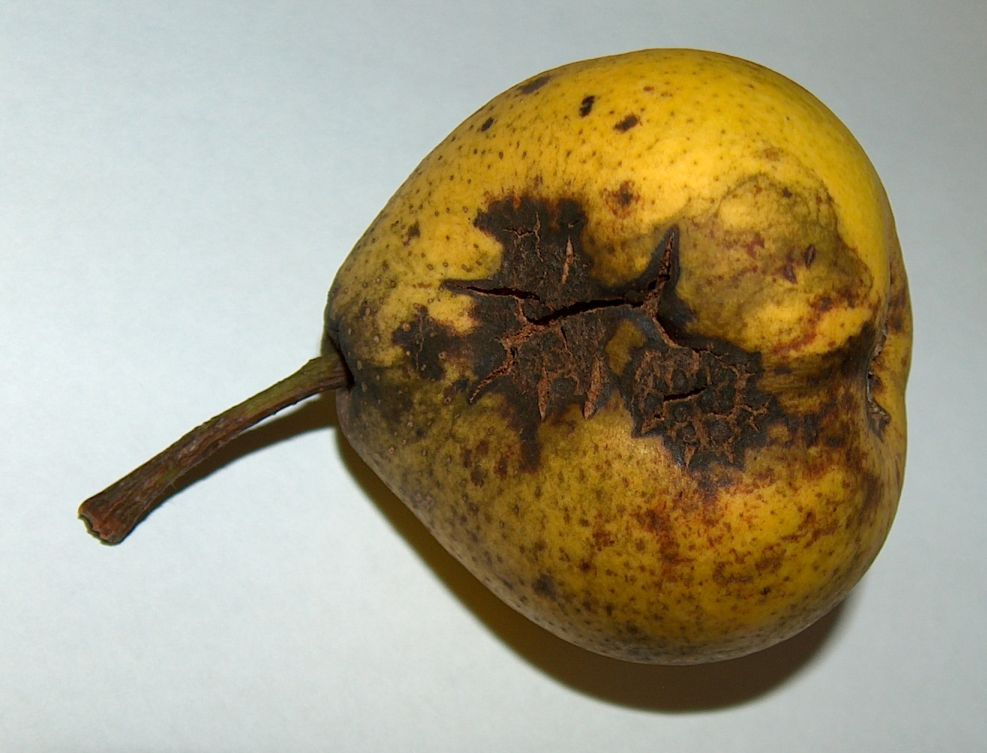